# Epinnula magistralis
Epinnula magistralis (Poey, 1854) è un pesce osseo marino appartenente alla famiglia Gempylidae. Si tratta dell'unica specie appartenente al genere Epinnula.

## Distribuzione e habitat
Questa specie ha apparentemente un areale disgiunto essendo presente solo nel mar dei Caraibi e al largo del Giappone meridionale. Un singolo individuo, giovanile, è stato catturato nell'Oceano Indiano centro orientale. È un specie rara. Si ipotizza che possa essere mesopelagica. È stato catturato a profondità tra 100 e 185 metri.

## Descrizione
Questo pesce ha corpo abbastanza allungato ma non serpentiforme come in Gempylus serpens bensì moderatamente alto e compresso lateralmente. Gli occhi sono grandi e la bocca ampia, armata di denti lunghi e affilati, nella parte anteriore della mandibola ci sono due zanne grandi e ben visibile anche quando il pesce ha la bocca chiusa. La mascella è più breve della mandibola, che sporge. Il preopercolo ha due forti spine nella parte inferiore. Due pinne dorsali contigue, la prima con 15-16 raggi spiniformi robusti, piuttosto lunga, la seconda con raggi molli più breve e con un lobo appena rilevato nella parte anteriore. La pinna anale è simmetrica alla seconda dorsale ed ha 3 raggi spinosi. Pinna caudale profondamente forcuta. pinne pettorali piccole e arrotondate. Pinne ventrali lunghe. Due linee laterali, una presso il bordo dorsale del corpo e una lungo il ventre. Il colore è grigio bluastro con la testa più scura. Le pinne sono in generale scure o nere tranne la pinna caudale che è bluastra.
Misura fino a un metro ma la taglia media si aggira sui 45 cm.

## Biologia
Ignota.

## Pesca
Non esiste una pesca dedicata a questa specie ma viene consumata quando pescata casualmente.